# 慧豐園碼頭

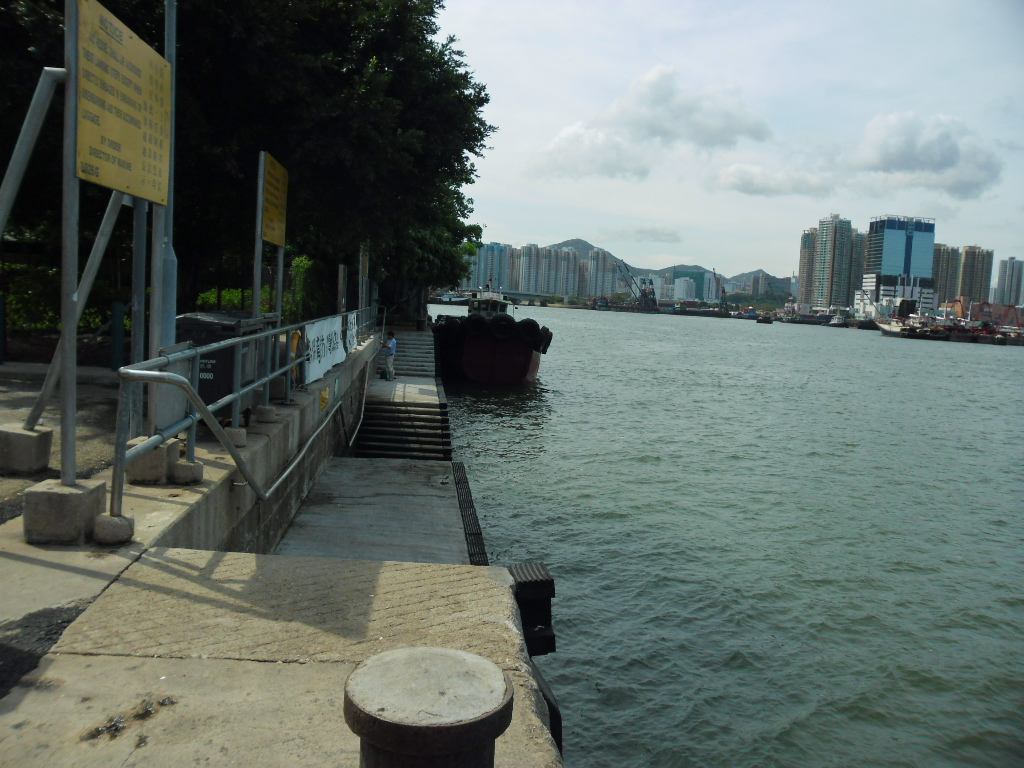
「慧豐園碼頭」的登岸台階

慧豐園碼頭（英語：Marina Garden Pier）是位於香港新界屯門慧豐園對開的登岸台階的俗稱，正式名稱為屯門四十四區二號梯台，海事結構編號NP043，並非正式的渡輪碼頭或公眾碼頭，亦無上蓋等設施。該處以往有屯門-東涌-沙螺灣-大澳航線使用作上下船地點，但從2009年起航線改停鄰近的屯門碼頭後，現時未有渡輪公司使用該處提供客運服務。目前主要供駁船、漁船及工程船使用。

## 鄰近
- 輕鐵屯門碼頭站
- 屯門海濱花園
- 慧豐園
- 悅湖山莊
- 新華凍房